# Seria GP2 – Monaco 2010
Runda GP2 na torze Circuit de Monaco – druga runda mistrzostw serii GP2 w sezonie 2010.

## Wyniki

### Sesja treningowa
| Nr | Kierowca         | Konstruktor | Czas     | Okr. |
| -- | ---------------- | ----------- | -------- | ---- |
| 15 | Pastor Maldonado | Rapax Team  | 1:20,476 | 20   |

### Kwalifikacje
Źródło: Autosport
| Poz. | Nr | Kierowca            | Konstruktor             | Czas     | Poz. s. |
| ---- | -- | ------------------- | ----------------------- | -------- | ------- |
| 1    | 7  | Dani Clos           | Racing Engineering      | 1:37,572 | 1       |
| 2    | 4  | Sergio Pérez        | Barwa Addax Team        | 1:37,605 | 2       |
| 3    | 15 | Pastor Maldonado    | Rapax Team              | 1:38,512 | 3       |
| 4    | 20 | Alberto Valerio     | Scuderia Coloni         | 1:39,072 | 4       |
| 5    | 19 | Fabio Leimer        | Ocean Racing Technology | 1:39,072 | 5       |
| 6    | 1  | Jules Bianchi       | ART Grand Prix          | 1:39,146 | 6       |
| 7    | 10 | Davide Valsecchi    | iSport International    | 1:39,255 | 12      |
| 8    | 11 | Jérôme d’Ambrosio   | DAMS                    | 1:39,363 | 7       |
| 9    | 8  | Christian Vietoris  | Racing Engineering      | 1:39,413 | 8       |
| 10   | 14 | Luiz Razia          | Rapax Team              | 1:39,544 | 9       |
| 11   | 2  | Sam Bird            | ART Grand Prix          | 1:39,638 | 10      |
| 12   | 3  | Giedo van der Garde | Barwa Addax Team        | 1:39,812 | 11      |
| 13   | 6  | Marcus Ericsson     | Super Nova Racing       | 1:39,826 | 13      |
| 14   | 12 | Ho-Pin Tung         | DAMS                    | 1:39,926 | 14      |
| 15   | 24 | Adrian Zaugg        | Trident Racing          | 1:40,237 | 15      |
| 16   | 18 | Max Chilton         | Ocean Racing Technology | 1:40,495 | 16      |
| 17   | 27 | Giacomo Ricci       | David Price Racing      | 1:40,767 | 17      |
| 18   | 16 | Charles Pic         | Arden International     | 1:40,767 | 18      |
| 19   | 17 | Rodolfo González    | Arden International     | 1:40,881 | 19      |
| 20   | 5  | Josef Král          | Super Nova Racing       | 1:40,973 | 20      |
| 21   | 21 | Władimir Arabadżiew | Scuderia Coloni         | 1:43,090 | 21      |
| 22   | 25 | Michael Herck       | David Price Racing      | 1:43,090 | 22      |
| 23   | 22 | Johnny Cecotto Jr.  | Trident Racing          | 1:43,090 | 23      |
| 24   | 9  | Oliver Turvey       | iSport International    | 1:43,595 | 24      |
| Poz. | Nr | Kierowca            | Konstruktor             | Czas     | Poz. s. |

## Wyniki

### Główny wyścig

#### Wyścig
Źródło: Wyprzedź Mnie!
| P                 | + / –     | Nr | Kierowca            | Konstruktor             | Okr. | Czas / Strata | Komentarz |
| ----------------- | --------- | -- | ------------------- | ----------------------- | ---- | ------------- | --------- |
| 1                 | 1         | 4  | Sergio Pérez        | Barwa Addax Team        | 42   | 1h00m32,223   |           |
| 2                 | 1         | 15 | Pastor Maldonado    | Rapax Team              | 42   | +0:00,617     |           |
| 3                 | 2         | 7  | Dani Clos           | Racing Engineering      | 42   | +0:10,688     |           |
| 4                 | 2         | 1  | Jules Bianchi       | ART Grand Prix          | 42   | +0:12,117     |           |
| 5                 | 1         | 20 | Alberto Valerio     | Scuderia Coloni         | 42   | +0:14,117     |           |
| 6                 | 5         | 3  | Giedo van der Garde | Barwa Addax Team        | 42   | +0:17,337     |           |
| 7                 | 2         | 14 | Luiz Razia          | Rapax Team              | 42   | +0:35,967     |           |
| 8                 | 1         | 11 | Jérôme d’Ambrosio   | DAMS                    | 42   | +0:37,403     |           |
| 9                 | 14        | 22 | Johnny Cecotto Jr.  | Trident Racing          | 42   | +0:46,635     |           |
| 10                | 9         | 17 | Rodolfo González    | Arden International     | 42   | +0:53,055     |           |
| 11                | 7         | 16 | Charles Pic         | Arden International     | 42   | +0:53,977     |           |
| 12                | 1         | 6  | Marcus Ericsson     | Super Nova Racing       | 42   | +0:54,913     |           |
| 13                | 7         | 5  | Josef Král          | Super Nova Racing       | 42   | +0:57,571     |           |
| 14                | 6         | 8  | Christian Vietoris  | Racing Engineering      | 42   | +0:58,636     |           |
| 15                | 9         | 9  | Oliver Turvey       | iSport International    | 42   | +0:59,942     |           |
| 16                | 6         | 25 | Michael Herck       | David Price Racing      | 42   | +1:03,008     |           |
| 17                | Bez zmian | 27 | Giacomo Ricci       | David Price Racing      | 42   | +1:03,419     |           |
| 18                | 8         | 2  | Sam Bird            | ART Grand Prix          | 42   | +1:24,160     | [ 4 ]     |
| Niesklasyfikowani |           |    |                     |                         |      |               |           |
|                   |           | 10 | Davide Valsecchi    | iSport International    | 21   |               |           |
|                   |           | 21 | Władimir Arabadżiew | Scuderia Coloni         | 19   |               |           |
|                   |           | 12 | Ho-Pin Tung         | DAMS                    | 19   |               |           |
|                   |           | 19 | Fabio Leimer        | Ocean Racing Technology | 0    |               |           |
|                   |           | 24 | Adrian Zaugg        | Trident Racing          | 0    |               |           |
|                   |           | 18 | Max Chilton         | Ocean Racing Technology | 0    |               |           |
| P                 | + / –     | Nr | Kierowca            | Konstruktor             | Okr. | Czas / Strata | Komentarz |

#### Najszybsze okrążenie
| Nr | Kierowca     | Konstruktor      | Czas     | Okr. |
| -- | ------------ | ---------------- | -------- | ---- |
| 4  | Sergio Pérez | Barwa Addax Team | 1:21,823 | 25   |

### Sprint

#### Wyścig
Źródło: Wyprzedź Mnie!
| P                                                     | + / –     | Nr | Kierowca            | Konstruktor             | Okr. | Czas / Strata | Komentarz |
| ----------------------------------------------------- | --------- | -- | ------------------- | ----------------------- | ---- | ------------- | --------- |
| 1                                                     | 7         | 11 | Jérôme d’Ambrosio   | DAMS                    | 30   | 43:43,804     |           |
| 2                                                     | 1         | 3  | Giedo van der Garde | Barwa Addax Team        | 30   | +0:00,351     |           |
| 3                                                     | Bez zmian | 1  | Jules Bianchi       | ART Grand Prix          | 30   | +0:01,078     |           |
| 4                                                     | 5         | 22 | Johnny Cecotto Jr.  | Trident Racing          | 30   | +0:02,919     |           |
| 5                                                     | 2         | 14 | Luiz Razia          | Rapax Team              | 30   | +0:06,572     |           |
| 6                                                     | Bez zmian | 4  | Sergio Pérez        | Barwa Addax Team        | 30   | +0:07,257     |           |
| 7                                                     | 4         | 16 | Charles Pic         | Arden International     | 30   | +0:07,903     |           |
| 8                                                     | 5         | 5  | Josef Král          | Super Nova Racing       | 30   | +0:08,837     |           |
| 9                                                     | 3         | 6  | Marcus Ericsson     | Super Nova Racing       | 30   | +0:09,431     |           |
| 10                                                    | 8         | 2  | Sam Bird            | ART Grand Prix          | 30   | +0:10,046     |           |
| 11                                                    | 6         | 15 | Pastor Maldonado    | Rapax Team              | 30   | +0:10,465     |           |
| 12                                                    | 11        | 24 | Adrian Zaugg        | Trident Racing          | 30   | +0:11,239     |           |
| 13                                                    | 7         | 21 | Władimir Arabadżiew | Scuderia Coloni         | 30   | +0:12,591     |           |
| 14                                                    | 10        | 18 | Max Chilton         | Ocean Racing Technology | 30   | +0:25,246     |           |
| 15                                                    | Bez zmian | 9  | Oliver Turvey       | iSport International    | 30   | +0:25,461     |           |
| 16                                                    | 3         | 10 | Davide Valsecchi    | iSport International    | 30   | +0:25,703     |           |
| 17                                                    | 5         | 19 | Fabio Leimer        | Ocean Racing Technology | 30   | +0:26,063     |           |
| Niesklasyfikowani                                     |           |    |                     |                         |      |               |           |
|                                                       |           | 25 | Michael Herck       | David Price Racing      | 22   |               |           |
|                                                       |           | 12 | Ho-Pin Tung         | DAMS                    | 27   |               |           |
|                                                       |           | 27 | Giacomo Ricci       | David Price Racing      | 17   |               |           |
|                                                       |           | 20 | Alberto Valerio     | Scuderia Coloni         | 14   |               |           |
|                                                       |           | 17 | Rodolfo González    | Arden International     | 14   |               |           |
|                                                       |           | 7  | Dani Clos           | Racing Engineering      | 8    |               |           |
| Nie wystartowali / niedopuszczeni do ponownego startu |           |    |                     |                         |      |               |           |
|                                                       |           | 8  | Christian Vietoris  | Racing Engineering      |      |               |           |
| P                                                     | + / –     | Nr | Kierowca            | Konstruktor             | Okr. | Czas / Strata | Komentarz |

#### Najszybsze okrążenie
| Nr | Kierowca | Konstruktor    | Czas     | Okr. |
| -- | -------- | -------------- | -------- | ---- |
| 2  | Sam Bird | ART Grand Prix | 1:22,052 | 6    |

## Lista startowa
| Team                          | Nr | Kierowca            |
| ----------------------------- | -- | ------------------- |
| ART Grand Prix                | 1  | Jules Bianchi       |
| ART Grand Prix                | 2  | Sam Bird            |
| Barwa Addax Team              | 3  | Giedo van der Garde |
| Barwa Addax Team              | 4  | Sergio Pérez        |
| Super Nova Racing             | 5  | Josef Král          |
| Super Nova Racing             | 6  | Marcus Ericsson     |
| Fat Burner Racing Engineering | 7  | Dani Clos           |
| Fat Burner Racing Engineering | 8  | Christian Vietoris  |
| iSport International          | 9  | Oliver Turvey       |
| iSport International          | 10 | Davide Valsecchi    |
| Renault F1 Junior Team        | 11 | Jérôme d’Ambrosio   |
| Renault F1 Junior Team        | 12 | Ho-Pin Tung         |
| Rapax Team                    | 14 | Luiz Razia          |
| Rapax Team                    | 15 | Pastor Maldonado    |
| Arden International           | 16 | Charles Pic         |
| Arden International           | 17 | Rodolfo González    |
| Ocean Racing Technology       | 18 | Max Chilton         |
| Ocean Racing Technology       | 19 | Fabio Leimer        |
| PPR.com Scuderia Coloni       | 20 | Alberto Valerio     |
| PPR.com Scuderia Coloni       | 21 | Władimir Arabadżiew |
| Trident Racing                | 22 | Johnny Cecotto Jr.  |
| Trident Racing                | 24 | Adrian Zaugg        |
| David Price Racing            | 25 | Michael Herck       |
| David Price Racing            | 27 | Giacomo Ricci       |